# 妙香寺台
妙香寺台（みょうこうじだい）は、神奈川県横浜市中区の町名。「丁目」の設定のない単独町名である。住居表示未実施区域。

## 地理
中区の中央部に位置し、東と南東に上野町、南西と西に麦田町、北に山手町と接している。

## 歴史

### 沿革
- 1936年（昭和11年）11月1日 - 北方町の一部を分離し、妙香寺台を新設[6]。

## 世帯数と人口
2025年（令和7年）6月30日現在（横浜市発表）の世帯数と人口は以下の通りである。
| 町丁     | 世帯数  | 人口  |
| -------- | ------- | ----- |
| 妙香寺台 | 197世帯 | 326人 |

### 人口の変遷
国勢調査による人口の推移。
| 年                 | 人口 |
| ------------------ | ---- |
| 1995年（平成7年）  | 501  |
| 2000年（平成12年） | 440  |
| 2005年（平成17年） | 372  |
| 2010年（平成22年） | 366  |
| 2015年（平成27年） | 351  |
| 2020年（令和2年）  | 324  |

### 世帯数の変遷
国勢調査による世帯数の推移。
| 年                 | 世帯数 |
| ------------------ | ------ |
| 1995年（平成7年）  | 213    |
| 2000年（平成12年） | 196    |
| 2005年（平成17年） | 185    |
| 2010年（平成22年） | 183    |
| 2015年（平成27年） | 173    |
| 2020年（令和2年）  | 170    |

## 学区
市立小・中学校に通う場合、学区は以下の通りとなる（2024年11月時点）。
| 番・番地等 | 小学校             | 中学校           |
| ---------- | ------------------ | ---------------- |
| 全域       | 横浜市立元街小学校 | 横浜市立港中学校 |

## 事業所
2021年現在の経済センサス調査による事業所数と従業員数は以下の通りである。
| 町丁     | 事業所数 | 従業員数 |
| -------- | -------- | -------- |
| 妙香寺台 | 4事業所  | 13人     |

### 事業者数の変遷
経済センサスによる事業所数の推移。
| 年                 | 事業者数 |
| ------------------ | -------- |
| 2016年（平成28年） | 9        |
| 2021年（令和3年）  | 4        |

### 従業員数の変遷
経済センサスによる従業員数の推移。
| 年                 | 従業員数 |
| ------------------ | -------- |
| 2016年（平成28年） | 26       |
| 2021年（令和3年）  | 13       |

## 施設
- 妙香寺

## その他

### 日本郵便
- 郵便番号：231-0841[3]（集配局：横浜港郵便局[16]）

### 警察
町内の警察の管轄区域は以下の通りである。
| 番・番地等 | 警察署     | 交番・駐在所           |
| ---------- | ---------- | ---------------------- |
| 全域       | 山手警察署 | 港の見える丘公園前交番 |